# Andy van der Meyde
Andy van der Meyde (ur. 30 września 1979 w Arnhem) – holenderski piłkarz występujący na pozycji skrzydłowego.

## Kariera klubowa
Andy van der Meyde zawodową karierę rozpoczynał w 1997 roku w Ajaksie Amsterdam, w barwach którego zadebiutował 12 listopada tego samego roku w przegranym 0:1 meczu z FC Twente. W czasie 2 pierwszych sezonów spędzonych w tym klubie rozegrał tylko pięć meczów w Eredivisie, a w 1998 roku razem z drużyną zdobył mistrzostwo Holandii. Następnie latem 1999 roku van der Meyde został wypożyczony do Twente. W nowym klubie wywalczył sobie miejsce w podstawowej jedenastce i rozegrał 32 ligowe pojedynki. Razem z ekipą „Tukkers” zajął szóste miejsce w ligowej tabeli, a po zakończeniu sezonu powrócił do Ajaksu. W Amsterdamie zaczął grywać już znacznie częściej niż przed wypożyczeniem do Enschede, a w 2002 roku sięgnął po drugi w karierze tytuł mistrza kraju. Łącznie dla Ajaksu van der Meyde rozegrał 90 spotkań w Eredivisie i strzelił 18 bramek, regularnie grywał także w Pucharze UEFA oraz Lidze Mistrzów.
W 2003 roku Holender podpisał kontrakt z Interem Mediolan, który zapłacił za niego 4 miliony funtów. Z powodu dużej rywalizacji o miejsce w wyjściowej jedenastce tego zespołu, przez 2 sezony van der Meyde rozegrał tylko 32 mecze w Serie A i zapowiedział, że po zakończeniu rozgrywek 2004/2005 zamierza odejść z Interu. Mimo spekulacji łączących go z przenosinami do AS Monaco i Tottenhamu Hotspur, wychowanek Ajaksu za 2 miliony funtów przeniósł się ostatecznie do Evertonu. Z powodu niewyleczonej kontuzji sprawa jego transferu jednak się przeciągnęła i na Goodison Park van der Meyde zawitał dopiero 31 sierpnia 2005 roku. Po wyleczeniu urazu Holender systematycznie zaczął był wprowadzany do zespołu przez Davida Moyesa. 25 marca 2006 roku został ukarany czerwoną kartką w derbowym meczu z Liverpoolem za faul na Xabim Alonso.
Kolejna kontuzja spowodowała, że holenderski zawodnik sezon 2006/2007 spędził głównie na leczeniu urazu oraz rehabilitacji i wziął udział tylko w 8 pojedynkach Premier League. Piłkarz opuszczał także dużą liczbę treningów oraz zaczęły pojawiać się u niego problemy z alkoholem. Van der Meyde nie przestrzegał klubowego regulaminu, w efekcie czego na początku rozgrywek 2007/2008 został wyłączony z kadry drużyny. Ostatecznie nie rozegrał ani jednego meczu w sezonie, jednak mimo wszystko pozostał w Evertonie. W maju van der Meyde został wyrzucony z klubu, na miesiąc przed końcem jego kontraktu.
Na początku marca 2010 roku działacze PSV Eindhoven poinformowali, że van der Meyde został zawodnikiem ich klubu. Kontrakt został podpisany do końca sezonu 2009/2010 z opcją przedłużenia go o kolejne 2 lata. Po zakończeniu sezonu 2009/2010 przeniósł się do klubu WKE, tam zagrał jednak w zaledwie 6 meczach sezonu 2010/2011 nie strzelając bramki. 1 lipca 2012 oficjalnie ogłosił zakończenie kariery po tym, gdy od dłuszego czasu nie mógł znaleźć nowego pracodawcy.
| Sezon                | Klub           | Rozgrywki             | Mecze | Bramki |
| -------------------- | -------------- | --------------------- | ----- | ------ |
| 1997/1998            | AFC Ajax       | Eredivisie            | 4     | 0      |
| 1998/1999            | AFC Ajax       | Eredivisie            | 1     | 0      |
| 1999/2000            | FC Twente      | Eredivisie            | 32    | 2      |
| 2000/2001            | AFC Ajax       | Eredivisie            | 27    | 2      |
| 2001/2002            | AFC Ajax       | Eredivisie            | 30    | 5      |
| 2002/2003            | AFC Ajax       | Eredivisie            | 29    | 11     |
| 2003/2004            | Inter Mediolan | Serie A               | 14    | 1      |
| 2004/2005            | Inter Mediolan | Serie A               | 18    | 0      |
| 2005/2006            | Everton FC     | Premier League        | 10    | 0      |
| 2006/2007            | Everton FC     | Premier League        | 8     | 0      |
| 2007/2008            | Everton FC     | Premier League        | 0     | 0      |
| 2008/2009            | Everton FC     | Premier League        | 2     | 0      |
| 2009/2010            | PSV Eindhoven  | Eredivisie            | 0     | 0      |
| 2010/2011            | WKE            |                       | 6     | 0      |
| Łącznie w Eredivisie | 123            | 20                    |       |        |
|                      |                | Łącznie w Serie A     | 32    | 1      |
|                      |                | Łącznie w Premiership | 20    | 0      |

## Kariera reprezentacyjna
W reprezentacji Holandii van der Meyde zadebiutował 19 maja 2002 roku w wygranym 2:0 meczu przeciwko Stanom Zjednoczonym, w którym strzelił 1 gola. Następnie Dick Advocaat powołał go do 23-osobowej kadry na Euro 2004. Na mistrzostwach van der Meyde był podstawowym zawodnikiem swojego zespołu, wystąpił w pierwszych 4 pojedynkach, jednak przegrane 1:2 spotkanie półfinałowe przeciwko Portugalii przesiedział na ławce rezerwowych. Po tym jak selekcjonerem „Oranje” został Marco van Basten, van der Meyde nie otrzymał już żadnego powołania do drużyny narodowej. Dla reprezentacji swojego kraju rozegrał łącznie 18 meczów i zdobył 1 bramkę.